# Placówka Straży Granicznej I linii „Czerlin”
Placówka Straży Granicznej I linii „Czerlin” – jednostka organizacyjna Straży Granicznej pełniąca służbę ochronną na granicy polsko-niemieckiej w okresie międzywojennym.

## Formowanie i zmiany organizacyjne
Rozporządzeniem Prezydenta Rzeczypospolitej Polskiej Ignacego Mościckiego z 22 marca 1928 roku, do ochrony północnej, zachodniej i południowej granicy państwa, a w szczególności do ich ochrony celnej, powoływano z dniem 2 kwietnia 1928 roku  Straż Graniczną.
Rozkazem nr 9 z 18 października 1929 roku w sprawie reorganizacji Mazowieckiego Inspektoratu Okręgowego komendanta Straży Granicznej płk. Jana Jura-Gorzechowskiego powołany zostaje komisariat Straży Granicznej „Rybno”. W jego strukturze znalazła się placówka Straży Celnej „Omule”. Jednak komunikat dyslokacyjny SG na dzień 1 lutego 1930 nie wymienia placówki „Omule”. W jej miejscu znajduje się placówka Straży Granicznej I linii „Czerlin”.
Rozkazem nr 5 z 2 września 1930 roku w sprawie nazw inspektoratów granicznych i komisariatów komendant Straży Granicznej płk Jan Jur-Gorzechowski wydzielił placówkę „Czerlin” z komisariatu „Rybno” do komisariatu „Lubawa”.
W roku  1933 i w 1934 placówka Straży Granicznej I linii „Czerlin” była jego strukturze. W roku 1937 i w 1939 była w składzie komisariatu Straży Granicznej „Krotoszyny”